# Sericostoma turbatum
Sericostoma turbatum är en nattsländeart som beskrevs av Mclachlan 1876. Sericostoma turbatum ingår i släktet Sericostoma och familjen krumrörsnattsländor. Inga underarter finns listade i Catalogue of Life.